# 482 Petrina
482 Petrina је астероид главног астероидног појаса. Приближан пречник астероида је 46,57 km,
а средња удаљеност астероида од Сунца износи 2,997 астрономских јединица (АЈ).
Инклинација (нагиб) орбите у односу на раван еклиптике је 14,463 степени, а орбитални период износи 1895,454 дана (5,189 година). Ексцентрицитет орбите астероида износи 0,101.
Апсолутна магнитуда астероида износи 8,84 а геометријски албедо 0,237.
Астероид је откривен 3. марта 1902. године.